# 魯班卡 (巴赫馬奇區)
50°57′4″N 32°48′33″E / 50.95111°N 32.80917°E
魯班卡（烏克蘭語：Рубанка），是烏克蘭北部的村莊，隸屬切爾尼希夫州的尼任區。該村始建於1740年，面積0.32平方公里，海拔高度141米，2006年人口706，人口密度每平方公里2,241.3人。